# Riforma del diritto di famiglia italiano del 1975
La riforma del diritto di famiglia italiano del 1975 è una riforma del diritto di famiglia italiano. Le norme modificarono sostanzialmente la disciplina del diritto di famiglia attraverso la modifica e l'integrazione di alcuni articoli del codice civile italiano.

## Le norme
- Legge 8 marzo 1975, n. 39 ("Attribuzione della maggiore età ai cittadini che hanno compiuto il diciottesimo anno e modificazione di altre norme relative alla capacità di agire e al diritto di elettorato");
- Legge 19 maggio 1975, n. 151 ("Riforma del diritto di famiglia").

## Innovazioni principali
Tra le modifiche sostanziali apportate, vi furono:
- la trasformazione della patria potestà nella potestà genitoriale (ora responsabilità genitoriale);
- la fine della potestà maritale e stabilimento dell'eguaglianza fra coniugi;
- la scelta del regime patrimoniale della famiglia (separazione dei beni o comunione convenzionale), con predefinizione della comunione dei beni, in contrasto colla normativa previgente;
- la revisione delle norme regolanti la separazione personale, ora anche per l'intollerabilità della prosecuzione della convivenza;
- l'abbassamento dell'acquisizione della maggiore età da 21 a 18 anni.